# 蓮照寺 (広島市東区)
蓮照寺（れんじょうじ）は、広島県広島市東区牛田東にある日蓮宗の寺院。山号は福寿山。木造鬼子母神倚像と十羅刹女立像が広島市指定文化財（平成5年（1993年）3月26日指定）に指定されている。最上稲荷広島別院。

## 歴史
昭和10年（1935年）頃中川奠照によって開創された。昭和20年（1945年）広島市への原爆投下で被爆した。平成17年（2005年）単立寺院から日蓮宗に改宗された。

## 参考資料
- 日蓮宗新聞 2005年7月10日

## 周辺寺院
- 不動院

座標: 北緯34度24分0.4秒 東経132度25分32.8秒 / 北緯34.400111度 東経132.425778度